# Rockin' Heaven - Alla conquista del Paradiso
Rockin' Heaven - Alla conquista del Paradiso (ロッキン★ヘブン?, Rokkin★Hebun) è un manga di Mayu Sakai, pubblicato sulla rivista giapponese Ribon e raccolto in otto tankōbon dalla Shūeisha. In Italia, il manga è distribuito dalla Panini Comics.

## Trama
Konishi Sawa, una bella ragazza di quindici anni, si è appena trasferita con la sua famiglia, composta da madre, padre e Sachi, la sorellina. Dopo aver passato una mezz'oretta davanti allo specchio, Sawa si reca a scuola. Appena arrivata fa amicizia con Nagashima Akira, una compagna di scuola. Ma all'arrivo in classe scopre qualcosa di sconvolgente: è composta solamente da ragazzi! Con l'aiuto di Akira viene a sapere che era stata, fino all'anno precedente, prettamente maschile e che loro due sono le uniche ragazze dell'istituto Amabane. Ma un altro avvenimento la turba: mentre lei e Akira si trovano in corridoio, incontrano un ragazzo veramente attraente che, appena vede Sawa, le dà un bacio sulla fronte. Il ragazzo si chiama Matsuyuku Ran, figlio del preside, compagno di classe di Sawa. Dopo un primo giorno scoraggiante, Sawa decide di impegnarsi per risolvere la difficile situazione presente nella sua classe. Sarà proprio la sua determinazione a condurre lo svolgimento della storia e a portare alla nascita di amori, litigi, incomprensioni, compromessi e interessanti svolgimenti che coinvolgeranno anche le ragazze dell'Eika, scuola femminile con cui L'Amabane è gemellato.

## Personaggi
- Sawa Konishi

Sawa è la protagonista di questo manga. Ha 15 anni, è del segno dei Pesci e il suo gruppo sanguigno è A. Si è trasferita ad aprile in una nuova città con la sua famiglia. È bella, simpatica, solare e aperta a tutto e a tutti anche se molte volte si caccia nei guai.
- Ran Matsuyuki

Ran vive da solo in una casa che sembra una reggia. Sua madre è morta e suo padre è il direttore dell'istituto Amabane, anche se tra i due i rapporti non sono tra i migliori. È il boss del 1ºG anche se i suoi compagni (praticamente tutti quelli delle medie) gli stanno dietro per motivi molto più seri. Odia mangiare cibi troppo dolci. 
- Akira Nagashima

Akira è l'altra ragazza dell'Amabane. È totalmente diversa da Sawa, perché è cupa, tende a stare da sola ed è sempre informata su tutto e su tutti, anche se molte volte si rivela essere più aperta.Vuole diventare una mangaka.
- Junichi Tsubaki

È il migliore amico di Ran ed è molto attento a tutti. È stato nel club di basket con Ran e Kido fino al secondo semestre del suo secondo anno di scuola media. Indossa occhiali rotondi e si considera matura e molto intelligente.
- Satoshi Kido

Kido è il classico esemplare di nullafacente. Simpatico e dolce come un cucciolo, passa il suo tempo principalmente a giocare con le console a casa di Ran. È nato il 14 ottobre sotto il segno della Bilancia.
- Tomoki Ogawa (小川朋樹?, Ogawa Tomoki)

Ogawa è il figlio dei proprietari di un parrucchiere, gestito dai genitori e dalla sorella. Porta sempre una pettinatura molto attraente e alla moda, ed è molto bravo ad aggiustare i piccoli danni con i capelli che possono sempre capitare (come quelli di Sawa). È nato il 24 agosto ed è della Vergine.
- Souta Taguchi (田口草太?, Taguchi Souta)

Taguchi fa i suoi anni il giorno 17 settembre ed anche lui è della Vergine. È un Otaku come Nagashima, anche se più di tutto adora il computer. È molto bravo nel calcio.
- Yuri Shirakawa (白河結李?, Shirakawa Yuri)

Yuri è la ex di Ran, anche se molte volte si trova all'Amabane per via del comitato scolastico di cui fa parte. È ancora innamorata di Ran, anche se proprio lui la rifiuta.
- Ayaka Kido

Ayaka è la sorella minore di Satoshi, frequenta il terzo anno della scuola media ed è innamorata di Ran. Cerca in tutti i modi di convincere - ricattando anche - il fratello a sabotare la coppia Ran-Sawa per poter così uscire con il ragazzo dei suoi sogni ma, poi ci rinuncia.
- Haruki Sugishita

Haruki è un attore molto famoso nella scuola di Sawa, che molte persone vorrebbero avere come fidanzato... o anche amico.
Anche lui però vuole dividere la coppietta per mettersi con Sawa, che molte volte bacia facendosi vedere da Ran.
Pur essendo un attore è obbligato di venire a scuola, anche se lui la pensa diversamente.
- Sachi

Sachi è la sorella più piccola di Sawa. Ha tre anni ed è molto simile alla sorella sia nel carattere che nell'aspetto.
Tra le due sorelle, infatti, c'è una amicizia stupenda che va volersi bene alle litigate che, poi, finiscono con dei sorrisi.
- Sae e Kazumoto

Sae e Kazumoto sono i genitori di Sawa e di Sachi. Si sono conosciuti all'università, facoltà di veterinaria nella città di Tokyo. Subito a Kazumoto è piaciuta Sae, anche se aveva paura di rivelarle i propri sentimenti per via della solita domanda proposta da Sae a tutte le persone che volevano fidanzarsi con lei. Nessuno è mai riuscito a rispondere correttamente alla domanda di Sae, Kazumoto finalmente le ha rivelato i suoi veri sentimenti senza pensare alla domanda e Sae non ci ha fatto caso.

## Ambientazione
La scuola, dove è ambientato principalmente il manga, è l'istituto maschile Amabane (Ten = Cielo, Paradiso e Hane = Ali, ma per motivi grammaticali si legge Amabane). Proprio in quell'anno, però, diventa una scuola mista, anche se ancora gemellato con l'istituto femminile Eika, con il quale svolgono molte attività scolastiche ed extrascolastiche. Il direttore dell'Amabane è il padre di Ran, e per questo si pensa che Ran sia il favorito di tutti i professori.